# Менон (Платон)
«Менон» — один из диалогов Платона. По словам А. Ф. Лосева, этот диалог — «первый набросок объективного идеализма».
Участниками диалога являются: Менон, Сократ, раб Менона, Анит.

## Композиция диалога
- I. Что такое добродетель и можно ли ей научиться? Менон пытается перечислить добродетели, однако Сократ останавливает его и заставляет сказать, что же такое добродетель сама по себе как идея.
- II. Знание как припоминание виденного в потусторонней жизни. С помощью наводящих вопросов Сократ демонстрирует, что раб знает геометрию, хотя и не изучал её. Таким образом, он припоминает то, что знал в прошлой жизни.
- III. Возвращение к вопросу о добродетели. Сократ делает вывод, что добродетели нельзя научиться, поскольку нет учителей добродетели. Весьма доблестные мужи афинян Фемистокл и Фукидид не смогли преподать добродетель своим сыновьям. Посему добродетель является знаком божественного удела.